# Niżniaja Pawłowka (rejon orenburski)
Niżniaja Pawłowka (ros. Нижняя Павловка) – wieś (sieło) w Rosji, w obwodzie orenburskim, w rejonie orenburskim. W 2010 liczyła 3864 mieszkańców.